# 원종공신
원종공신(原從功臣, 元從功臣)은 각 공신녹권 중 친공신(직접적인 공신)의 아래로, 보조적인 역할을 한 공신이었다. 원래 명칭은 원종공신(元從功臣)이었으나, 명나라 태조 주원장(朱元璋)의 이름에 들어가는 원(元) 글자를 피해서 원종공신(原從功臣)으로 개칭하였다. 작은 공을 세웠거나 사건, 반란 진압, 반정 등의 수종자들, 지원 및 사역을 한 자들, 그밖에 정공신 중 고위층의 자녀, 조카, 사위 등도 선정되었다. 

## 내용
원종공신 역시 정공신(친공신)과 같이 1등, 2등, 3등으로 훈이 구분되어 있었으며, 각 공신명에 따라 선무공신의 경우는 선무원종공신, 분무공신의 경우는 분무원종공신 등으로 원종앞에 공훈명이 붙었다. 각 정치적 사변이 발생하여 공신들이 녹훈되면 친공신(정식 공신으로 녹훈된 자)와 원종공신이 발생했고, 각 공신의 공훈명의 뒤에 원종공신을 붙여서 정공신보다 한등급 아래로 포상했다.
선무공신이나 호종공신의 경우 공훈이 낮은 공신이 원종공신에 편입되는 사례도 있었다. 혜택으로는 원종공신에 녹훈된 자는 당상관(정3품 통정대부, 절충장군 이상)으로 승진되는 것이 보통이었고, 원종공신의 아버지의 경우 관직을 역임한 경우, 아버지가 생전에 역임한 관직에서 한등급을 추증해 주었다. 공이 있는 자가 원종공신 서훈이 되기 전에 사망한 자는, 공이 있는 본인을 추증하되, 최소 정3품 당상관 직책을 추증했다. 공훈을 세운 친공신이나 왕족의 친·인척이 원종공신에 임명되는 것이 보통이었다.
선무원종공신의 경우 임진왜란 당시 의병장들, 하급 관료들이 선정되어 9060명이나 선정되었지만, 배경이나 정치적 원인 등으로 여기에 수록되지 못하는 인물들도 있었다. 임진왜란 외에도 병자호란과 정묘호란 그밖의 변란과 정변 당시, 공이 있었거나 공신 후보자나 원종공신 후보자로 추천되었지만 공신으로 선정되지 못하는 사례도 있었다.
그러나 중종반정의 정국공신이나 정국원종공신 중에는 위훈으로 여겨진 인물들은 1519년 10월 당시 사헌부대사헌 조광조, 사간원대사간 김성동 등의 건의에 의해 의해 훈적이 삭제되고 다시 공신녹권이 발급되는 사례가 발생하였다. 정국공신 중 정공신 위훈 삭제 대상자는 운산군 이계·심정·홍경주·윤탕로 등 76명으로 왕조실록에 이름이 나타나지만, 원종공신 위훈 삭제 대상자들의 이름은 정확하게 언급이 되지 않고 있다.

## 특징
원종 공신은 조선 건국 후 처음 등장한 포상의 법제로서 정공신 이외에 작은 공을 세운 이들에게도 칭호를 내려 포상의 범위를 확대한 것이었다.

## 참고 자료
- 『태조실록(太祖實錄)』
- 『태종실록(太宗實錄)』
- 『세종실록(世宗實錄)』
- 『세조실록(世祖實錄)』
- 『중종실록(中宗實錄)』
- 『선조실록(宣祖實錄)』
- 『인조실록(仁祖實錄)』
- 『영조실록(英祖實錄)』
- 『동국문헌비고(東國文獻備考)』
- 『좌익원종공신록권(佐翼原從功臣錄券)』
- 『선무원종공신록권(宣武原從功臣錄券)』
- 「조선개국공신에 대한 일고찰」(박천식, 『전북사학』 1, 1977)
- 「개국원종공신의 검토」(박천식, 『사학연구』 38, 1984)

## 같이 보기
- 하연 (1376년)
- 공신
- 훈장